# Святлица
Святлица — речной рукав в России, протекает по территории Шуйского сельского поселения Прионежского района Республики Карелии. Длина — 2,4 км.

## Общие сведения
Является одним из рукавов в дельте реки Шуи, впадающей на высоте 33,4 м наду уровнем моря в Логмозеро.
Код объекта в государственном водном реестре — 01040100612002000014767.